# FC Kamza
Football Club Kamza, ou simplesmente FC Kamza, é um clube de futebol da Albânia, com sede na cidade de Kamëz.
Disputa seus jogos no Kamëz Stadium, com capacidade para 4.800 espectadores. As cores de seu uniforme são azul e branco.